# Koivujärvi (sjö i Kannonkoski, Mellersta Finland, Finland)
För andra betydelser, se Koivujärvi.
Koivujärvi eller Kaivujärvi är en sjö i Finland. Den ligger i kommunen Kannonkoski i landskapet Mellersta Finland, i den centrala delen av landet, 300 km norr om huvudstaden Helsingfors. Koivujärvi ligger 117 meter över havet. I omgivningarna runt Koivujärvi växer i huvudsak blandskog. Den är 17,5 meter djup. Arean är 75,3 hektar och strandlinjen är 6,66 kilometer lång. Sjön  ingår i Kymmene älvs huvudavrinningsområde. 